# Bujumbura
Bujumbura este fosta capitală a statului Burundi. Orașul este situat în vestul țării, într-o importantă regiune agricolă, pe malul lacului Tanganyika.

## Istoric
Pe locul unui sat de pescari, germanii ridică în 1898 un post militar. După Primul Război Mondial, Bujumbura devine centrul administrativ al teritoriului Urundi (colonie belgiană), iar în 1962 capitala statului burundez independent. De atunci este teatru de război pentru conflictul între populațiile hutu și tutsi.

## Profil economic și cultural
Orașul concentrează aproape întreaga activitate industrială a țării (prelucrarea cafelei, a peștelui, textile, ciment, pielărie, bere, mobilă etc.). Este de asemenea principalul centru comercial, financiar, universitar (din 1960) și nod de comunicații al statului, precum și cel mai important port pe lacul Tanganyika. Bujumbura este deservit de un aeroport internațional (cod IATA: BJM, cod ICAO: HBBA).